# Katharina Gieron
Katharina Gieron (* 28. Dezember 1999 in Hamburg) ist eine deutsche Schauspielerin. 
Sie spielte die Rolle der Hannah Lorenz in der TV-Serie Freundinnen – Jetzt erst recht, die sie vom 27. August 2018 bis zum 12. April 2019 verkörperte. 2019 folgten Nebenrollen in dem Kinofilm Gut gegen Nordwind sowie dem Fernsehfilm Kaltes Blut der Reihe Julia Durant ermittelt.

## Filmografie
- 2018–2019: Freundinnen – Jetzt erst recht (Fernsehserie, RTL)
- 2019: Gut gegen Nordwind (Komödie)
- 2019: Julia Durant ermittelt – Kaltes Blut (Fernsehreihe, Sat.1)
- 2023: Bettys Diagnose – Alles Schwindel (Fernsehserie, ZDF)
- 2024: In aller Freundschaft – Die jungen Ärzte – Vergessen (Fernsehserie, ARD)